# Tadarida ventralis
Tadarida ventralis is een zoogdier uit de familie van de bulvleermuizen (Molossidae). De wetenschappelijke naam van de soort werd voor het eerst geldig gepubliceerd door Theodor von Heuglin in 1861.

## Voorkomen
De soort komt voor van Eritrea tot Zuid-Afrika.